# Milano Film Festival
Il Milano Film Festival (noto anche con la sigla MFF) è un festival di cinema indipendente che si svolge dal 1996 a Milano tra settembre e ottobre. Organizzato da esterni, impresa culturale con sede a Milano, il festival si è svolto, dalla sua prima edizione, presso il Piccolo Teatro di Milano, anche se nel corso degli anni sono stati coinvolti molti altri luoghi della città lombarda (alcuni tra questi sono: Parco Sempione, l'Acquario Civico lo Spazio Oberdan, Anteo Palazzo del Cinema, Base Milano, Palazzo Litta).
Nel 2015, in occasione del ventennale dalla nascita, il Milano Film Festival ha ottenuto l'onorificenza dell'Ambrogino d'oro da parte del Comune di Milano.

## Storia
Il Milano Film Festival nasce alla fine degli anni novanta, quando nel 1996 l'organizzazione esterni, dedita alla promozione e alla realizzazione di "eventi di aggregazione e campagne di comunicazione" (tra cui figurano anche il Public Design Festival, il restauro di 
Cascina Cuccagna e il festival musicale Audiovisiva), prevalentemente realizzati nell'ambito degli spazi pubblici cittadini, decide di dar vita ad una rassegna cinematografica dedicata alle realtà emergenti del cinema nazionale ma anche internazionale.
Ispirandosi a preesistenti festival minori con sede a Milano (come il Filmmaker festival, attivo in territorio milanese dal 1980), il MFF vuole fin dalle sue origini dare valore al cinema indipendente che dall'inizio degli anni ottanta si era sviluppato nella città lombarda (con registi del calibro di Gabriele Salvatores, Silvio Soldini, Gianluca Fumagalli e Alina Marazzi).
Alle prime edizioni del festival (che inizialmente si chiamava "Cortometraggio") la partecipazione è limitata ad un gruppo di cinefili e amici e le proiezioni sono relative ad un numero esiguo di pellicole indipendenti (tutti cortometraggi), sulle quali poi si svolge un dibattito tra i partecipanti: nei primi anni, quindi, gli unici riconoscimenti assegnati sono il "Premio Aprile" e un "Premio al Miglior Cortometraggio".
Con il passare del tempo, però, il festival ha accresciuto il proprio raggio d'azione e, presentandosi come talent scout di quella parte della produzione mondiale cinematografica che non è legata alle logiche di mercato, è finito con il diventare una delle maggiori realtà culturali milanesi. Già a partire dall'edizione del 2000, infatti, sono stati introdotti nuovi riconoscimenti, tra cui il "Premio del Pubblico" ma soprattutto il "Premio al Miglior Lungometraggio", che ha aperto la strada a questa tipologia di pellicole e ad un maggiore e definitivo successo del festival.
A partire dal 2018, la direzione artistica del festival è seguita da Gabriele Salvatores che affianca il già presente Alessandro Beretta.

## Vincitori
Nel corso degli anni, accanto a quelli tradizionali si sono succeduti diversi altri premi, di volta in volta in relazione a tematiche nuove (come il premio "FAI il tuo film!", con la partecipazione del FAI, o la più recente sezione "Colpe di Stato", dedicata alle più evidenti contraddizioni della contemporaneità) o con riferimento agli sponsor del momento (è il caso del "Premio A2A Giovani Energie" e del "Premio Vivimilano").
Ciononostante, i riconoscimenti di maggiore importanza sono rimasti il "Premio aprile" e i premi al miglior cortometraggio e lungometraggio.

### Miglior lungometraggio
- 2000: The Irish Barbecue (Germania, Irlanda, 1999) di Pete Parwich
- 2001: Fotograf (Kurdistan, 2000) di Kazim Öz
- 2002: ex aequo Les Enfants de l'Amour (Belgio, 2001) di Geoffrey Enthoven e Vu Khuc con co (Song of the Stork) (Vietnam, 2002) di Jonathan Foo e Nguyen Phan Quang Binh
- 2003: Nothing Is Certain, it's All in the Imagination... According to Fellini (Germania, 2002) di Susan Gluth
- 2004: ex aequo Maarek Hob (In the battlefields) (Francia/Belgio/Libano, 2004) di Danielle Arbid e Tu (Here) (Croazia/Bosnia Erzegovina, 2003) di Zrinko Ogresta
- 2005: Las Mantenidas sin sueños (Kept and Dreamless) (Argentina/Spagna/Olanda, 2004) di Martin Desalvo and Vera Fogwill
- 2006: Marilena de la P7 (Marilena from P7) (Romania, 2006) di Cristian Nemescu
- 2007: Reprise (Norvegia, 2006) di Joachim Trier
- 2008: Ainda Orangotangos (Still Orangutans) (Brasile, 2007) di Gustavo Spolidoro
- 2009: Tobira no mukō / Left Handed (Giappone, 2008) di Laurence Thrush
- 2010: On the Other Side of Life (Germania, 2009) di Stefanie Brockhaus e Andy Wolff
- 2011: Italy: Love It, or Leave It (Italia/Germania, 2011) di Luca Ragazzi e Gustav Hofer
- 2012: China Heavyweight (Canada/Cina, 2012) di Yung Chang
- 2013: Les rencontres d'après minuit (Francia, 2013) di Yann Gonzalez  - Menzione Speciale a Mirage à l'italienne (Francia, 2013) di Alessandra Celesia
- 2014: ex aequo  The Tribe (Plemya) di Myroslav Slaboshpytskiy (Ucraina 2014) e Navajazo di Ricardo Silva (Messico, 2013)
- 2015: Lamb (Etiopia, Francia, Germania, Norvegia, 2015) di Yared Zeleke
- 2016: Gulîstan, terre de roses (Canada, Germania) di Zaynê Akyol
- 2017: Meteors (Netherlands,Turkey) di Gurcan Keltec
- 2018: Denmark (Danimarca) di Kasper Rune Larsen
- 2019: "The Sharks" (Argentina, Uruguay, Spagna) di Lucia Garibaldi

### Miglior cortometraggio
- 1998: Chancer (Gran Bretagna, 1998) di Andrew Crawford
- 1999: Ax (Kurdistan, 1999) di Kazim Öz
- 2000: Endstation: Paradies (Germania, 2000) di Jan Türing
- 2001: Krav Tarnegolim (Cock fight) (Israele, 2000) di Shir Liphshitz
- 2002: Memphis (Islanda, 2002) di Thorgheir Gudmundsson
- 2003: Pornographic Apathetic (Stati Uniti, 2003) di T. Arthur Cottam
- 2004: L'evangile du cochon créole (The Gospel of the Creole Pig) (Francia/Haiti/Stati Uniti, 2004) di Michelange Quay
- 2005: La ruta natural (The Natural Route) (Spagna, 2004) di Alex Pastor
- 2006: Rapace (Bird of Prey) (Portogallo, 2006) di João Nicolau
- 2007: Just Like The Movies (Austria, 2006) di Michal Kosakowski
- 2008: Smàfuglar (Two Birds) (Islanda, 2008) di Rùnar Rùnarsson
- 2009: Regila / On leave (Israele, 2009) di Asaf Saban
- 2010: Habibi (Italia, 2010) di Davide del Degan
- 2011: Susya (Israele/Palestina, 2011) di Dani Rosenberg e Yoav Gross
- 2012: Notre Corps Est Une Arme: Prisons (Francia, 2012) di Clarisse Hahn
- 2013: Pequeño bloque de cemento con pelo alborotado conteniendo el mar (Spagna, 2013) di Jorge Lopez Navarrete  - Menzione speciale a Chigger Ale (Etiopia/Spagna 2013) di Fanta Ananas
- 2014: Smile and the World Will Smile Back (Israele, 2014) di Famiglia Al-Haddad, Yoav Gross, Ehab Tarabieh
- 2015: La Repas Dominical (Francia, 2015) di Céline Devaux
- 2016: Limbo (Grecia, Francia) di Konstantina Kotzamani
- 2017: Long live fran (Francia) di Antoine Mocquet
- 2018: Second Best (Australia) di Alyssa McClelland
- 2019: Adalamadrina (Spagna) di Carlota Oms

### Premio aprile
- 1996: Cudu u Milano (Italia, 1996) di Marco Doufour, Andrea Perazzoli e Paolo Cancian
- 1997: La Cura (Italia, 1997) di Guido Giansoldati
- 1998: Flu (Ungheria, 1998) di Gergely Poharnok
- 1999: Take Omri, For Example (Israele, 1998) di Debbie Jivan
- 2000: John Kelly Tells All (Israele, 1998) di Michael Carolan
- 2001: Fucked (Germania/Gran Bretagna, 2001) di Paul Leyton
- 2002: La discussione (Italia, 2002) di Francesco Villa
- 2003: Sobre la tierra (Argentina, 2002) di Maria Florencia Alvarez
- 2004: Detail (Israele, 2004) di Avi Mograbi
- 2005: Wrong (UK, 2005) di Tom Geens
- 2006: Toth (Gran Bretagna, 2005) di Dylan Drummond e Blair Scott
- 2007: Zur Maloche (Getting Ready) (Germania, 2007) di Roberto Anjari-Rossi
- 2008: Lassú Tükör (Slow Mirror) (Ungheria, 2007) di Igor e Ivan Buharov
- 2009: Galetten (Svezia, 2008) di John Hellberg
- 2010: Ich Bins. Helmut (Svizzera/Germania, 2009) di Nicolas Steiner
- 2011: Skallamann (Norvegia, 2011) di Maria Bock
- 2012: Bake a Cake (Francia, 2012) di Aliocha
- 2013: Mirage à l'italienne (Francia, 2013) di Alessandra Celesia  -  Menzione speciale a Peristalsi (Italia, 2013) di Enrico Iannaccone
- 2014: Comandante (Italia, 2014) di Enrico Maisto
- 2015: Our City (Belgio, Paesi Bassi, 2014) di Maria Tarantino
- 2016: ad personam Bernardo Britto con  Glove e Jacqueline (Argentine) (USA)
- 2017: Two Irenes (Brasile) di Fabio Meira
- 2018: Luz (Germania) di Tilman Singer
- 2019: Guerilla (Ungheria) di György Mór Kárpáti